# Strada europea E371
La strada europea E371  è una strada di classe B, lunga 358 km, il cui percorso si trova in territorio polacco e slovacco; dalla designazione con l'ultimo numero dispari si può evincere che il suo sviluppo è in direzione nord-sud.
Collega la città di Radom, in Polonia, con Prešov, in Slovacchia dove interseca il percorso della E50.